# Hlinky
Hlinky (deutsch Leimgruben) ist eine Ortschaft der Gemeinde Stanovice. Sie liegt sechs Kilometer nordöstlich von Bečov nad Teplou und gehört zum Okres Karlovy Vary in Tschechien.

## Geographie
Hlinky befindet sich in einem Ausläufer des Tepler Hochlandes und gehört zum Landschaftsschutzgebiet ChKO Slavkovský les. Nördlich erhebt sich der Kameník (724 m), im Nordosten der Uhelný vrch (772 m), südlich liegt die Hůrka (817 m).
Nachbarorte sind Dražov im Norden, Rybničná und Nové Kounice im Osten, Český Chloumek und Přílezy im Südosten, Krásné Údolí, Měchov und Chodov im Süden, Vodná im Südwesten, Krásný Jez im Westen sowie Ležnice und Teplička im Nordwesten.

## Geschichte
Leimgruben wurde 1726 gegründet. Nach der Aufhebung der Patrimonialherrschaften bildete die Ansiedlung ab 1850 einen Ortsteil der politischen Gemeinde Trossau im Bezirk Karlsbad. 1878 wurde Leimgruben/Hlínky zur selbstständigen Gemeinde, die ab 1898 dem Bezirk Tepl angehörte. Im Jahre 1930 hatte Leimgruben 489 Einwohner.
Infolge des Münchner Abkommens wurde der Ort 1938 dem Deutschen Reich zugeschlagen und gehörte bis 1945 zum Landkreis Tepl. 1939 lebten in Leimgruben nach der Vertreibung der Tschechen 440 Menschen. Nach dem Ende des Zweiten Weltkrieges kam die Gemeinde zur Tschechoslowakei zurück und es begann die Vertreibung der Deutschen.
Von 1946 und 1960 gehörte das Dorf zum Okres Karlovy Vary-okolí. 1961 wurde Hlinky nach Dražov eingemeindet und seit 1976 ist es Teil der Gemeinde Stanovice. 1991 hatte der Ort 120 Einwohner. Im Jahre 2001 bestand das Dorf aus 25 Häusern, in denen 133 Menschen lebten.